# Ilija Trifunović-Birčanin
Ilija Trifunović-Birčanin (en cyrillique : Илија Трифуновић-Бирчанин, et en serbe en écriture cyrillique : Илија Трифуновић-Бирчанин), né à Topola en 1877 et mort à Split le 3 février 1943, est un chef paramilitaire yougoslave d'origine serbe. Combattant des guerres balkaniques et de la Première Guerre mondiale, il préside dans l'entre-deux-guerres l'association des Tchetniks du royaume de Yougoslavie. Durant la Seconde Guerre mondiale, il participe au soulèvement des Serbes contre les Oustachis et est désigné par Draža Mihailović comme chef régional du mouvement de résistance tchetnik. Mais il passe rapidement à la collaboration avec les occupants italiens afin de pouvoir lutter contre les Partisans communistes.

## Biographie
lija Trifunović-Birčanin sert comme volontaire dans les forces armées du royaume de Serbie durant les guerres balkaniques, puis durant la Première Guerre mondiale : il fait partie des unités paramilitaires tchetniks, dont il devient commandant (voïvode). Il perd un bras au combat. Après la guerre, il participe aux combats contre les rebelles albanais du Kosovo. Il devient ensuite le président de l'association des anciens combattants tchetniks, mais il est par la suite supplanté par un autre chef tchetnik plus à droite, Kosta Pećanac. 
Membre de l'association nationaliste serbe Narodna Odbrana (Défense nationale), il est en contact avec le SOE, service secret du Royaume-Uni qui tente alors d'empêcher le royaume de Yougoslavie de se rapprocher de l'Allemagne nazie. Il participe activement à la préparation du coup d'État de mars 1941 qui renverse le régent Paul après que le gouvernement yougoslave a signé le pacte tripartite. Le renversement du régent provoque une réaction immédiate de l'Allemagne et de ses alliés, qui envahissent la Yougoslavie. Trifunović-Birčanin se réfugie à Kolašin au Monténégro, puis s'installe à Split, qui se trouve dans la région de Dalmatie annexée par l'Italie. Là, il est contacté par Dobroslav Jevđević et Radmilo Grđić, deux des principaux chefs de l'insurrection serbe contre le régime de l'État indépendant de Croatie. En mars 1942, Trifunović-Birčanin prend contact, par l'intermédiaire de Grdjić, avec Draža Mihailović qui a fondé le mouvement de résistance des Tchetniks en Serbie après l'invasion de 1941 et s'est depuis réfugié au Monténégro. Mihailović lui adresse un courrier faisant de lui le commandant des Tchetniks en Bosnie, en Herzégovine, dans la Lika et la Dalmatie, tout en le laissant libre d'agir localement à sa guise. 
Sous la direction de Trifunović-Birčanin et avec l'assentiment de Mihailović, les Tchetniks de Croatie et de Bosnie-Herzégovine nouent une série d'alliances avec les occupants Italiens, ce qui leur permet à la fois de se prémunir contre les attaques des Oustachis et de se fournir en matériel et en armes pour combattre les Partisans communistes de Tito. Ils donnent ainsi la priorité au combat contre les communistes, attendant un débarquement des Alliés pour passer au combat contre les occupants. De nombreux groupes de Tchetniks de Croatie et de Bosnie-Herzégovine se confondent avec la Milice volontaire anti-communiste, créée en juin 1942 par les Italiens dans leurs zones d'occupation pour combattre les Partisans. Les Tchetniks se livrent par ailleurs à de nombreux massacres de populations non serbes, s'en prenant aux Croates comme aux Musulmans.
Le 22 juillet 1942, une rencontre est organisée près d'Avtovac entre Mihailović, Trifunović-Birčanin, Jevđević et le major Petar Baćović, que Mihailović vient de nommer commandant en Herzégovine. Mihailović répète à nouveau à ses subordonnés qu'il leur laisse les mains libres dans leurs territoires. Ayant eu vent de cette rencontre, le commandant militaire italien Mario Roatta convoque Trifunović-Birčanin et Jevđević, exigeant de ces derniers qu'ils s'expliquent sur leurs rapports avec Mihailović et sur leurs positions : les deux chefs tchetniks répondent que Mihailović n'exerce qu'une direction « morale » sur le mouvement et se défendent de toute intention d'attaquer les Italiens.
Sexagénaire à la santé déclinante, Trifunović-Birčanin n'exerce qu'une autorité relative sur les chefs tchetniks de Croatie et de Bosnie-Herzégovine, qui lui reprochent de rester l'essentiel de son temps « confortablement » à Split. Jevđević agit de manière très indépendante, collaborant de plus en plus ouvertement avec les occupants et ambitionnant de remplacer Trifunović-Birčanin.
Ilija Trifunović-Birčanin meurt en février 1943 : son décès prive de toute direction les Tchetniks en Dalmatie et dans la zone italienne de l'État indépendant de Croatie, et laisse l'organisation en proie à la rivalité de Dobroslav Jevđević et de Momčilo Đujić, qui tentent tous deux de prendre sa succession.